# Городское поселение посёлок Черский
Городско́е поселе́ние посёлок Черский — муниципальное образование в Нижнеколымском районе Якутии Российской Федерации.
Административный центр — пгт Черский.

## История
Статус и границы городского поселения установлены Законом Республики Саха (Якутия) от 30 ноября 2004 года N 173-З N 353-III «Об установлении границ и о наделении статусом городского и сельского поселений муниципальных образований Республики Саха (Якутия)».

## Население
| 2010  | 2011  | 2012  | 2013  | 2014  | 2015  | 2016  |
| ----- | ----- | ----- | ----- | ----- | ----- | ----- |
| 2857  | ↘2841 | ↘2762 | ↘2684 | ↘2643 | ↘2639 | ↘2605 |
| 2017  | 2018  | 2019  | 2020  | 2021  | 2022  | 2023  |
| ↘2600 | ↘2555 | ↘2550 | ↗2552 | ↗2623 | ↘2613 | ↗2641 |

## Состав городского поселения
| № | Населённый пункт | Тип населённого пункта      | Население |
| - | ---------------- | --------------------------- | --------- |
| 1 | Петушки          | село                        | →0        |
| 2 | Черский          | пгт, административный центр | ↗2641     |